# Ameerega pulchripecta
Espèce
Synonymes
- Phyllobates pulchripectus Silverstone, 1976
- Epipedobates pulchripectus (Silverstone, 1976)

Statut de conservation UICN

 DD  : Données insuffisantes
Statut CITES
Ameerega pulchripecta est une espèce d'amphibiens de la famille des Dendrobatidae.

## Répartition
Cette espèce est endémique de la Serra do Navio en Amapá au Brésil. Elle se rencontre de 100 à 310 m d'altitude dans les forêts qui bordent le rio Amapari.

## Étymologie
Le nom spécifique pulchripecta vient du latin pulcher, magnifique, et de pectus, la poitrine, en référence à l'aspect de cette espèce.

## Publication originale
- Silverstone, 1976 : A revision of the poison arrow frogs of the genus Phyllobates Bibron in Sagra (Family Dendrobatidae). Natural History Museum of Los Angeles County Science Bulletin, vol. 27, p. 1-53 (texte intégral).